# Antonio Siccardi
Antonio G. Siccardi (* 1. Oktober 1944 in Varese) ist ein italienischer Immunologe und Virologe.
Siccardi studierte an der medizinischen Fakultät der Universität Pavia und erhielt 1968 seinen Abschluss. Er wurde später dort Assistenzprofessor für Genetik (1973 to 1980) und anschließend für Mikrobiologie (1974 bis 1980). Nach einem kurzen Forschungsaufenthalt als ordentlicher Professor in Rom (1980 bis 1982) wurde er zum ordentlichen Professor für molekulare Immunologie an die Universität Mailand berufen. Von 1990 bis 1994 war er operativer Direktor des Forschungsinstituts DIBIT in Mailand. Von 1991 bis 1998 koordinierte er die HIV/AIDS-Forschung am Forschungsinstitut des Ospedale San Raffaele der Universität Mailand. Er ist (2015) Professor an der Universität Mailand am Forschungsinstitut des Ospedale San Raffaele. Siccardi ist Mitglied des Rates des Istituto Nazionale di Genetica Molecolare (INGM). Von 2000 bis 2008 war er stellvertretender Professor für Genetik an der psychologischen Fakultät der Università Vita-Salute San Raffaele in Mailand und von 2006 an stellvertretender Professor für Geschichte der Genetik an der biotechnologischen Fakultät der Università Vita Salute San Raffaele.
Siccardi ist mit Giovanna Viale, Biologin und Professorin am Centre of the University and High School of Milan-for Bioscience education (CusMiBio) in Mailand, verheiratet.

## Forschung
Siccardi forscht mit den Schwerpunkten der molekularen Immunologie von HIV, Influenza, Krebs (insbesondere Mesotheliom), Immunglobulin E, und Impfstoffdesign, basierend auf rekombinanten Modified-Vaccinia-Ankara-Viren (MVA) oder Vogelpockenviren. Siccardi entwickelte einen rekombinanten MVA-basierten Impfvektor mit unterschiedlichen fluoreszenten Reportergenen, welche den Verlauf seiner Rekombination mit dem Transgen eines Antigens anzeigen (grün, farblos, rot).